# Sonny Perdue
George Ervin Perdue III, detto Sonny (Perry, 20 dicembre 1946) è un politico statunitense, segretario dell'agricoltura all'interno della prima amministrazione Trump dal 2017 al 2021. Precedentemente, Perdue ha ricoperto anche l'incarico di governatore della Georgia dal 2003 al 2011, il primo repubblicano dal 1872, essendo tutti i suoi predecessori fino a quella data appartenuti al Partito Democratico.

## Biografia
Dopo essersi laureato all'Università della Georgia e aver conseguito un dottorato in veterinaria, ha prestato servizio nella United States Air Force dal 1971 al 1974, raggiungendo il grado di capitano. Dopo aver lasciato l'esercito si è mantenuto per anni come veterinario e piccolo imprenditore, spesso ospitando presso la propria famiglia bambini in affido familiare.
Entrato in politica come democratico, dal 1990 al 2001 venne eletto continuativamente al Senato della Georgia, passando nel 1998 ai repubblicani per il sempre maggiore spostamento a sinistra del Partito Democratico. Nel 2001 si dimise per potersi candidare a governatore della Georgia, sconfiggendo l'uscente Roy Barnes e diventando quindi il primo repubblicano da oltre un secolo a ricoprire la carica.
Durante il proprio mandato ha cambiato la bandiera della Georgia, sostituendo la precedente versione approvata da Barnes con una nuova e più gradita dai georgiani, che anche per questo avevano votato Perdue. Rieletto nel 2006, la sua amministrazione si è distinta per l'agenda conservatrice e per i costanti conflitti con gli stati confinanti di Florida e Alabama sull'uso delle risorse idriche condivise (fiumi e laghi). Nonostante la crisi del 2008 avesse colpito duramente la Georgia, grazie agli aiuti ricevuti dall'amministrazione Obama Perdue è riuscito ad incrementare soprattutto il commercio marittimo statale, portando Savannah ad essere il sesto porto più trafficato di tutti gli Stati Uniti. Perdue ha inoltre combattuto la diffusa corruzione all'interno del sistema scolastico georgiano, rifondando numerosi degli istituti coinvolti.
Dopo la fine del proprio mandato nel 2011, è diventato uno degli imprenditori di riferimento di Atlanta. Nel 2017 il presidente Donald Trump lo nominò segretario dell'Agricoltura, carica che ha ricoperto fino al 2021 (uno dei pochi membri dell'amministrazione Trump a svolgere un mandato pieno). Dal 2022 è invece cancelliere del sistema universitario georgiano.